# Paralamyctes hornerae
Paralamyctes hornerae är en mångfotingart som beskrevs av Edgecombe 200. Paralamyctes hornerae ingår i släktet Paralamyctes och familjen fåögonkrypare. Inga underarter finns listade i Catalogue of Life.